# Salò
Salò [saˈlɔ] é uma comuna italiana (equivalente a município no Brasil) da região da Lombardia, província de Bréscia, com cerca de 10.056 habitantes. Estende-se por uma área de 29 km², tendo uma densidade populacional de 347 hab/km². Faz fronteira com Gardone Riviera, Gavardo, Puegnago sul Garda, Roè Volciano, San Felice del Benaco, Torri del Benaco (VR), Vobarno.

## História
Salò foi fundada no período romano como Pagus Salodium e na Idade Média tornou-se parte dos domínios da família milanesa Visconti. A partir de 1440 ficou sob controle da República de Veneza.
Entre 1943 e 1945 Salò foi a capital do estado-fantoche de Mussolini apoiado pelos nazistas, a dita República Social Italiana, também conhecida como República de Salò.

## Lugares importantes
- O Duomo, ou melhor, a Catedral, dedicada à Asunción de María.[1][2][3] Em seu interior, pinturas de Romanino, de Moretto, de Zenon Veronese e de Paolo Veneziano.[1][2][3] Há além disso, frescos de Antonio Vassilacchi.[1][2][3]
- O centro histórico e seu passeio ao longo do lago.
- O Palacio do Podestà, agora Prefeitura.
- O Parco Alto Garda Bresciano, espaço natural protegido pela Região da Lombardia.

## Demografia
| Variação demográfica do município entre 1861 e 2011                               |
|                                                                                   |
| Fonte: Istituto Nazionale di Statistica (ISTAT) - Elaboração gráfica da Wikipedia |

## Galeria fotográfica

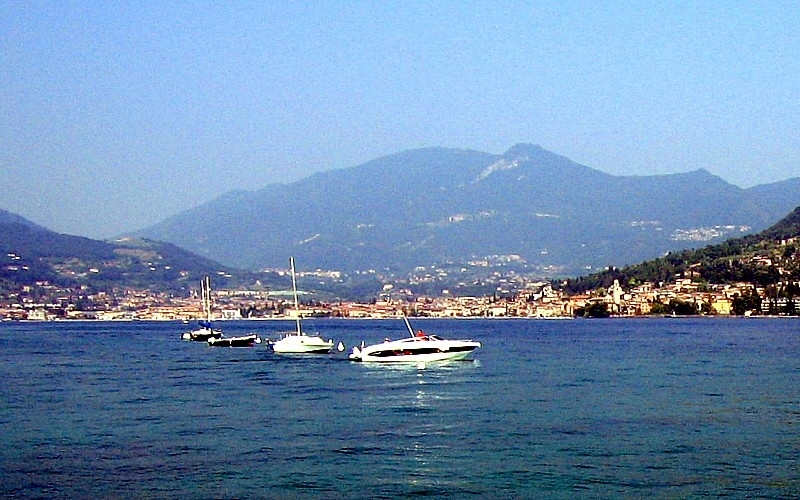
Baía de Salò
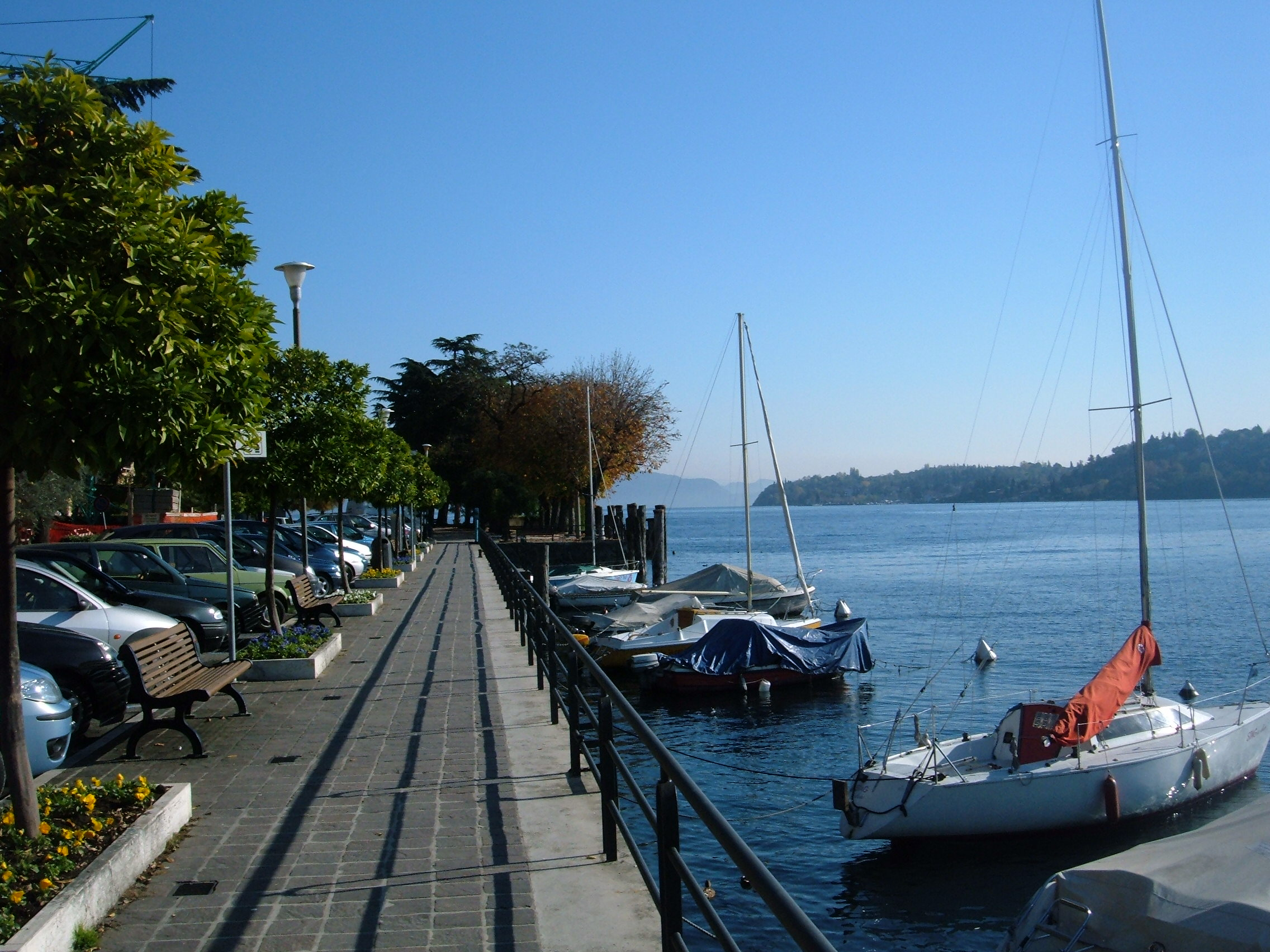
Passeio ao longo do lago
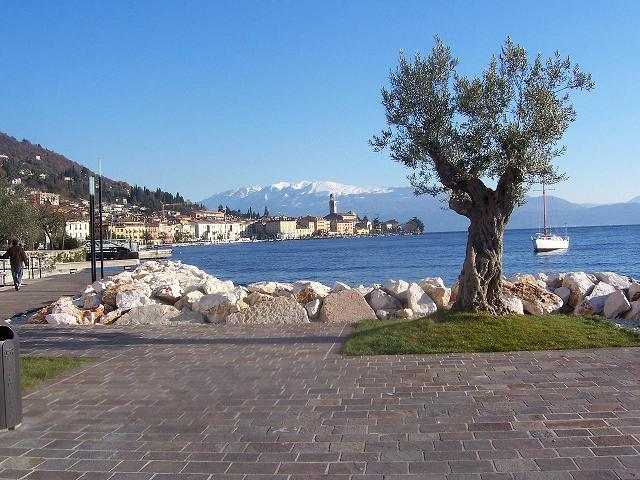
Panorama do Monte Baldo
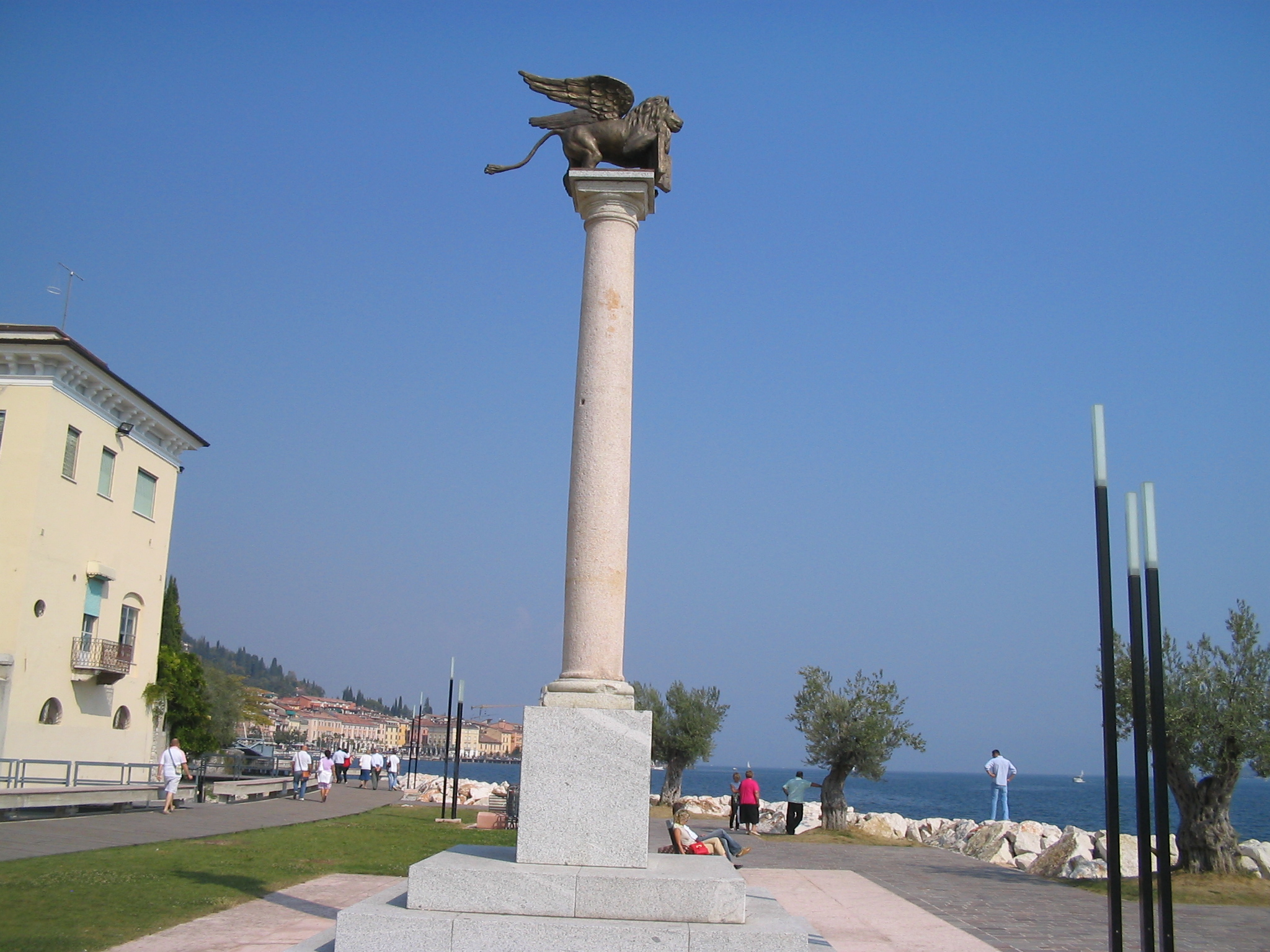
Coluna com o leão de São Marco